# Duma Boko
Duma Gideon Boko (Mahalapye, 31 dicembre 1969) è un politico botswano, Presidente del Botswana dal 1° novembre 2024.
È succeduto a Mokgweetsi Masisi a seguito delle elezioni generali in Botswana del 2024, risultando così essere il primo presidente di un’altra fazione politica, dopo 58 anni di dominio politico del Partito Democratico.